# Amphicoelias altus
Amphicoelias altus ('bicòncau', del grec amfi: 'als dos costats', i kelos: 'buit', 'còncau') és un gènere de dinosaure sauròpode va trobar a la zona estratigràfica 6 de la formació de Morrison.